# Лоренц Белер
Лоренц Белер (нім. Lorenz Böhler; 15 січня 1885, Вольфурт — 20 січня 1973, Відень) — австрійський травматолог, доктор медицини, професор. Оберстлейтенант медичної служби резерву вермахту.

## Біографія
Працював в клініці Майо (Рочестер, США) і в Відні у відомого ортопеда Адольфа Лоренца. У 1916 році заснував в Бозені лазарет для хворих з вогнепальними ушкодженнями кісток і суглобів. В 1925-71 роках — беззмінний директор і науковий керівник найбільшої травматологічної лікарні у Відні і професор кафедри травматології університету.
Белер розробив ряд методів оперативного і консервативного лікування переломів кісток, які викладені в монографії «Die Technik der Knochenbruchbehandlung» (1929). Книга неодноразово перевидавалася, перекладена російською та іншими мовами. Під керівництвом Белера в Австрії організована мережа травматологічних клінік і пунктів, які відділені від клінік загальної хірургії. Ним розроблені принципи реабілітації хворих після травми. Автор широко відомої в світі шини для скелетного витягування та інших пристосувань для лікування хворих з травмами. Белер був учасником I Всесоюзного з'їзду травматологів-ортопедів (1963).

## Нагороди
- Орден Франца Йосифа, лицарський хрест з військовою відзнакою (17 квітня 1915)
- Медаль Червоного Хреста (Пруссія) 3-го класу (грудень 1916)
- Відзнака «За заслуги перед Червоним Хрестом» 2-го класу з військовою відзнакою (7 липня 1917)
- Бронзова медаль «За військові заслуги» (Австро-Угорщина) (25 квітня 1918)
- Пам'ятна військова медаль (Угорщина)
- Пам'ятна військова медаль (Австрія)
- Премія Болонського університету за найкращу книгу світової літератури з травматології і ортопедії (1938)
- Почесний хрест ветерана війни
- Залізний хрест 2-го класу (1941)
- Хрест Воєнних заслуг 2-го і 1-го (1942) класу з мечами
- Лицарський хрест Хреста Воєнних заслуг з мечами (30 січня 1945) — вручений Бальдуром фон Ширахом.
- Почесний громадянин громади Вольфурт (1957)
- Австрійський почесний знак «За науку й мистецтво» (1959)
- Золотий почесний знак землі Форарльберг (1964)
- Почесне кільце міста Відня (1965)